# Taxa d'alcoholèmia

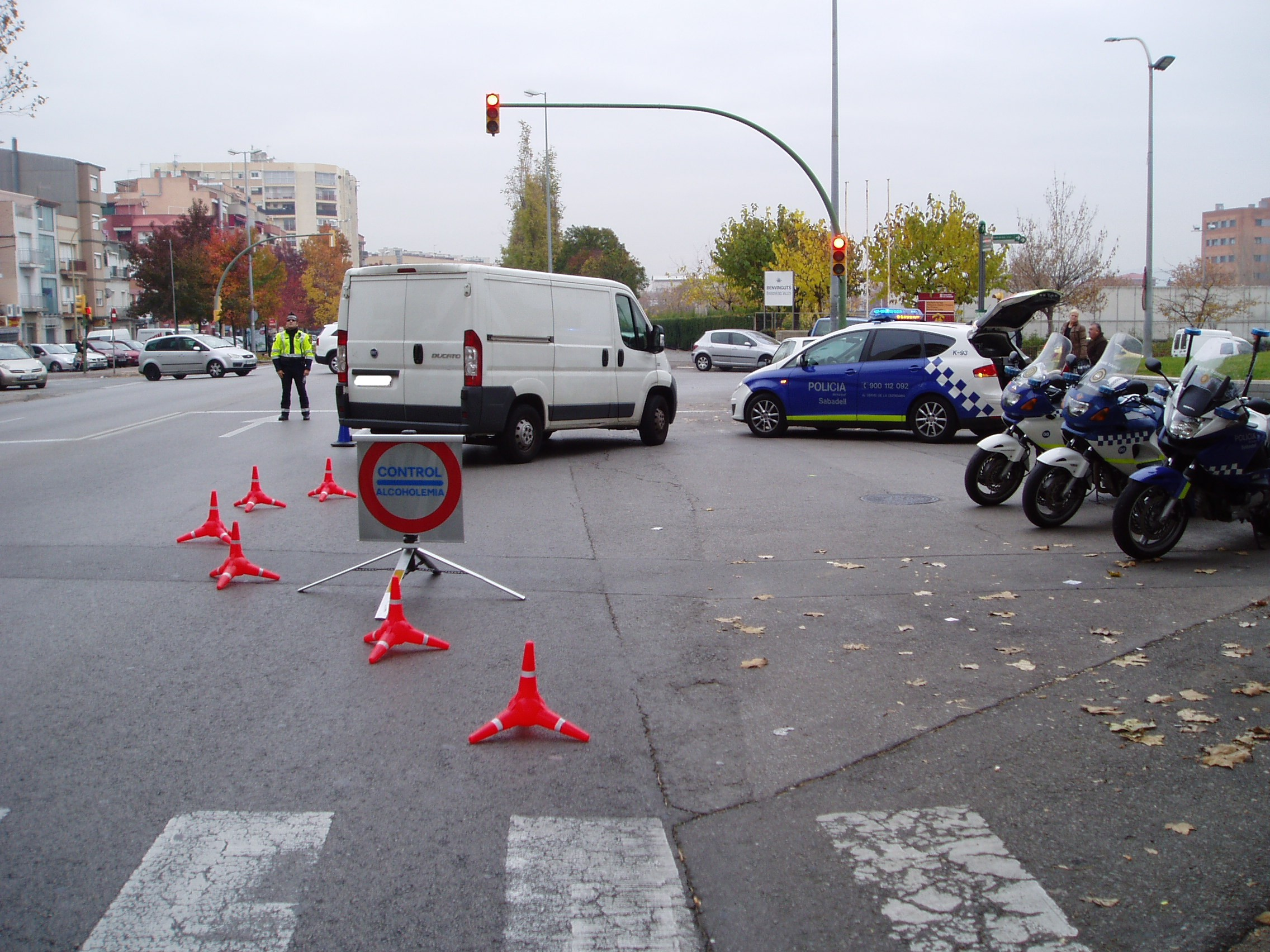
Control d'alcoholèmia i consum de drogues que porta a terme la Policia Municipal de Sabadell en coordinació amb el Servei Català del Transit

El  control o test d'alcoholèmia  (BAC) mesura la concentració d'alcohol a la sang. S'obté per mitjà d'un percentatge de la massa, la massa pel volum o una combinació d'ambdues. Per exemple, un nivell de 0,2% d'alcohol en sang significa 0,2 g d'alcohol per cada 100 mL de sang - (1‰ = 1 g/kg ≙ 1,06 g/L; 1 g/L ≙ 0,94 g/kg = 0,94‰)
Quan es mesura per l'alcohol detectat en l'aire espirat, la unitat utilitzada és la de  mil·ligrams per litre d'aire , que en la pràctica usual es converteix de manera convencional en  grams per litre de sang , multiplicant pel coeficient 2, encara que aquest test és menys precís, ja que la presa de medicaments per inhalador o l'ús d'alguns esprais bucals amb etanol poden donar lloc a mesures molt superiors a les reals.
A Espanya actualment la llei permet la conducció si la  taxa d'alcoholèmia  no supera els 0,25 mil·ligrams per litre en l'aire espirat o 0,5 g per litre en sang, excepte en els casos de conductors amb menys de 2 anys de carnet o els professionals (camioners i conductors d'autobusos), en què la xifra és de 0,3 g/L de l'alcohol en sang, que equival a 0,15 mg/L en l'aire espirat. Per sobre d'aquestes xifres, s'apliquen les sancions corresponents en l'anomenat carnet per punts, que preveu la retirada de 4 punts, o 6 punts si se supera el doble del valor límit.

## Fórmula de Widmark
El químic suec Erik M. P. Widmark va desenvolupar la següent fórmula per determinar la concentració d'alcohol a la sang màxima teòrica (Control o test d'alcoholèmia).
{\displaystyle c={\frac {A}{m\cdot r}}}
on:
- c  és la concentració d'alcohol a la sang
- A  és la massa (quantitat) d'alcohol ingerida en g
- r  és el factor de distribució de l'individu (0,70 en homes i 0,60 en dones)
  - Homes: 0,68 ... 0,70
  - Dones/Joves: 0,55-0,60
  - Lactants/Nens petits: 0,75-0,80
- m  és la massa de la persona en quilograms (kg)

### Càlcul enrere - Corba de Widmark
Widmark (1932) va enunciar que el metabolisme de l'alcohol transcorre orgànicament a una velocitat constant, però lentament. La taxa d'eliminació per una persona mitjana que s'estima comunament en 0,015-0,020 grams per decilitre per hora (g /dl /h), encara que això també pot variar d'una persona a l'altre i en una persona determinada, d'un moment a un altre.
Càlcul aproximat de la variació d'alcoholèmia en el temps.
{\displaystyle Co=CT+\beta t\,}
- Co  = Concentració d'OH en sang quan va ocórrer el fet
- CT  = Alcoholèmia en el moment de l'extracció
- t  = Temps transcorregut (minuts)
- ß  = Coeficient d'etiloxidació

## Nivells d'etanol a la sang

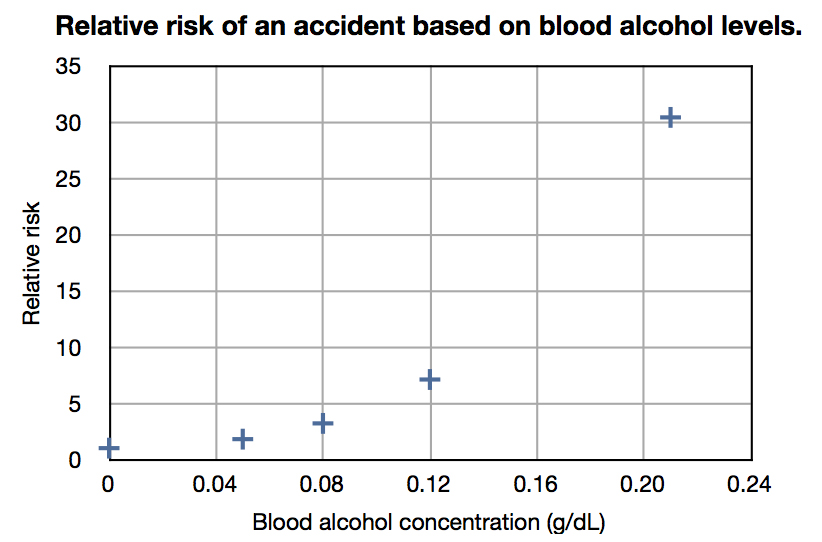

| Etanol a la sang (grams/litre) | Estat     | Símptomes                                                                                         |
| ------------------------------ | --------- | ------------------------------------------------------------------------------------------------- |
| 0,1 a 0,5                      | Sobrietat | Cap influència aparent.                                                                           |
| 0,3 a 1,2                      | Eufòria   | Pèrdua d'eficiència, disminució de l'atenció, judici i control                                    |
| 0,9 a 2,5                      | Excitació | Inestabilitat de les emocions, in-coordenació muscular. Menor inhibició. Pèrdua del judici crític |
| 1,8 a 3,0                      | Confusió  | Vertígens, desequilibri, dificultat en la parla i disturbis de la sensació.                       |
| 2,7 a 4,0                      | Estupor   | Apatia i inèrcia general. Vòmits, incontinència urinària i fecal.                                 |
| 3,5 a 5,0                      | Coma      | Inconsciència, anestesia. Mort                                                                    |
| Per sobre de 5                 | Mort      | Parada respiratòria                                                                               |

## Programa per Iphone
S'han desenvolupat aplicacions per calcular la  taxa d'alcoholèmia  segons la ingesta d'alcohol com ara  "Control de Alcoholèmia" d'Applistars  per dur-la a l'Iphone i evitar així posar-se al volant en cas de dubte.